# Hành chính Việt Nam thời Bắc thuộc lần 3
Hành chính Việt Nam thời Bắc thuộc lần 3 phản ánh bộ máy cai trị tại Việt Nam của hai triều đại phương Bắc là nhà Tùy và nhà Đường từ năm 602 đến năm 905.

## Thời thuộc Tùy
Năm 583, Tùy Văn Đế bỏ quận lập châu. Việt Nam khi đó bao gồm những châu: Giao (vùng đồng bằng Bắc Bộ), Hưng châu (năm 598 đổi là Phong châu, tức là vùng Sơn Tây, Phú Thọ), Hoàng (năm 598 đổi là Ngọc châu, tức là bờ biển Bắc Bộ thuộc vịnh Hạ Long), Ái (tương đương Thanh Hóa), Đức (năm 598 đổi là Hoan châu, tương đương tỉnh Nghệ An), Lợi (năm 598 đổi là Trí châu, tương đương tỉnh Hà Tĩnh).
Tuy nhiên trước năm 602, các châu này chỉ đặt trên danh nghĩa, vì nhà Tùy chưa chiếm được Vạn Xuân. Năm 602, Tùy Văn Đế sai Lưu Phương đánh bại Lý Phật Tử, Vạn Xuân mới nằm trong quyền cai trị của nhà Tùy. Nhà Tùy gộp hết các huyện của quận Giao Chỉ cũ làm 2 huyện Giao Chỉ và Long Biên, lệ thuộc vào Giao châu. Các huyện thuộc quận Giao chỉ thời thuộc Tấn ở phía bắc và phía nam sông Đuống trên tả ngạn sông Hồng ở phía hạ lưu Hà Nội, miền sông Cầu, sông Thương, sông Thái Bình. Thời thuộc Tùy, huyện Long Uyên là miền bắc sông Đuống, miền sông Cầu và sông Thương mà huyện Giao Chỉ ở phía nam sông Đuống và miền sông Thái Bình.
Sang thời Tùy Dạng Đế, năm 607 lại đổi châu thành quận. Các quận đều thuộc chính quyền trung ương. Dưới đây là chi tiết các quận thuộc Giao châu thời thuộc Tùy.

### Quận Giao Chỉ
Quận Giao Chỉ: gồm có 9 huyện, 30.056 hộ:
1. Tống Bình (đặt quận trị Giao Chỉ tại đây từ thời Tùy Dạng Đế): là quận Tống Bình thời thuộc Lưu Tống, tức là một phần huyện Long Biên đời thuộc Tấn được tách ra. Vị trí được xác định là phía nam sông Hồng và sông Đuống, gồm trung tâm Hà Nội và các huyện Hoài Đức, Thường Tín (Hà Nội), Thuận Thành (Bắc Ninh), Khoái Châu (Hưng Yên).
2. Long Biên: trừ đi phần đất đã tách ra để lập quận Tống Bình, phần còn lại của huyện Long Biên là huyện Tiên Du và thành phố Từ Sơn tỉnh Bắc Ninh
3. Chu Diên: được xác định vị trí ở tỉnh Hải Dương và huyện Tiên Lữ (Hưng Yên).
4. Long Bình (trước là Vũ Định, đời Tùy Văn Đế đổi tên mới): được xác định tương đương vùng đất miền sông Đáy thuộc Hà Nội (Hà Tây cũ), Hòa Bình và Hà Nam
5. Bình Đạo (trước là Quốc Xương, đời Tùy Văn Đế đổi tên mới): được xác định vị trí tại huyện Đông Anh (Hà Nội)
6. Giao Chỉ: được xác định ở phía tây Hà Nội, trên đường Sơn Tây
7. Gia Ninh: được xác định ở miền Việt Trì, Phú Thọ
8. Tân Xương: được xác định vị trí tương đương huyện Lập Thạch, Vĩnh Phúc.
9. An Nhân (trước là Lâm Tây, đời Tùy Văn Đế đổi tên mới): được xác định vị trí tương đương tỉnh Yên Bái

### Quận Ninh Việt
Tương đương miền đông bắc Việt Nam hiện nay và một phần Khâm Châu thuộc Quảng Tây (Trung Quốc). Không rõ các huyện và số hộ khẩu.

### Quận Cửu Chân
Quận Cửu Chân nhỏ hơn quận Cửu Chân thời Bắc thuộc lần 2, chủ yếu là các huyện thuộc Thanh Hóa hiện nay. Chi tiết gồm 7 huyện, 16.135 hộ:
1. Cửu Chân: tách huyện Di Phong trước đây lập ra và đặt quận trị tại đây; được xác định vị trí ở huyện Đông Sơn và huyện Nông Cống, tỉnh Thanh Hóa
2. Di Phong: phần còn lại của huyện Di Phong cũ, được xác định vị trí là huyện Thọ Xuân, tỉnh Thanh Hóa.
3. Tư Phố: được xác định vị trí tương đương huyện Thiệu Hóa, tỉnh Thanh Hóa.
4. Long An: là huyện Kiến Sơ thời thuộc Ngô và Cao An đời thuộc Tấn; được xác định vị trí tương đương các huyện Hoằng Hóa và Quảng Xương, tỉnh Thanh Hóa.
5. Quân An: được xác định vị trí tương đương miền huyện Thiệu Hóa và Yên Định tỉnh Thanh Hóa, ở giữa sông Chu và sông Mã
6. An Thuận: là huyện Thường Lạc đời thuộc Tấn; được xác định vị trí tương đương huyện Tĩnh Gia tỉnh Thanh Hóa
7. Nhật Nam: được xác định vị trí tương đương các huyện Hà Trung, Thạch Thành, Vĩnh Lộc, tỉnh Thanh Hóa.

### Quận Nhật Nam
Quận Nhật Nam thời thuộc Lương và Tiền Lý là Đức châu, Tùy Văn Đế đổi thành Hoan châu, sau gộp cả Minh châu và Lợi châu (mà Lương Vũ Đế tách) vào trở lại với Hoan châu thành quận Nhật Nam. Như vậy quận Nhật Nam thời thuộc Tùy được dịch chuyển lên phía bắc, gồm một phần quận Cửu Chân và cả quận Cửu Đức thời Tam Quốc và Lưỡng Tấn, không bao gồm huyện nào thuộc quận Nhật Nam các thời trước.
Nhật Nam (mới) gồm có 8 huyện, 9.915 hộ:
1. Cửu Đức (đặt quận trị ở đây): được xác định vị trí tương đương các huyện Hưng Nguyên, Nam Đàn tỉnh Nghệ An
2. An Viễn: Được xác định vị trí tương đương huyện Thanh Chương, Nghệ An về phía hữu ngạn sông Lam
3. Quang An: trước là Tây An, Tùy Văn Đế đổi tên này. Được xác định vị trí tương đương huyện Tương Dương, Nghệ An về phía tây bắc huyện Thanh Chương.
4. Hàm Hoan: được xác định vị trí tương đương các huyện Anh Sơn, Nam Đàn tỉnh Nghệ An (đã thu hẹp so với thời thuộc Hán vì cắt đất để lập các huyện khác).
5. Phố Dương: được xác định tương đương thời thuộc Ngô và thuộc Tấn, là huyện Nghi Xuân tỉnh Hà Tĩnh và Nghi Lộc tỉnh Nghệ An.
6. Việt Thường: được xác định là tương đương thời thuộc Ngô và thuộc Tấn, tức là huyện Đức Thọ, tỉnh Hà Tĩnh
7. Kim Ninh: tức Lợi châu thời thuộc Lương và Tiền Lý, thời Tùy Văn Đế đổi thành Tri châu, đến Tùy Dạng Đế bỏ châu. Được xác định vị trí tương đương huyện Hương Sơn, Hà Tĩnh
8. Giao Cốc: thời thuộc Lương đặt Minh châu, sau bỏ. Được xác định vị trí tương đương huyện Thạch Hà, Hà Tĩnh

### Quận Tỷ Ảnh
Năm 605, Tùy Dạng Đế đánh Lâm Ấp, chiếm đất đặt ra Đãng châu, sau đổi thành quận Tỷ Ảnh. Quận này được xác định vị trí ở tỉnh Quảng Bình.
Quận Tỷ Ảnh gồm có 4 huyện, 1.815 hộ: Tỷ Ảnh, Chu Ngô, Thọ Linh, Tây Quyển. Vị trí từng huyện chưa khảo cứu được.

### Quận Hải Âm
Tùy Dạng Đế đánh Lâm Ấp, chiếm đất đặt ra Nông châu, sau đổi thành quận Hải Âm. Quận này được xác định vị trí ở tỉnh Quảng Trị.
Quận Hải Âm gồm có 4 huyện, 1.100 hộ: Tân Dung, Chân Long, Đa Nông, An Lạc. Vị trí từng huyện chưa khảo cứu được.

### Quận Tượng Lâm
Tùy Dạng Đế đánh Lâm Ấp, chiếm đất đặt ra Xung châu, sau đổi thành quận Tượng Lâm. Quận này được xác định vị trí ở Thừa Thiên, giới hạn ở phía bắc đèo Hải Vân.
Quận Tượng Lâm gồm có 4 huyện, 1.220 hộ: Tượng Phố, Kim Sơn, Giao Giang, Nam Cực. Vị trí từng huyện chưa khảo cứu được.

### Bộ máy cai trị
Cũng như các triều đại cai trị Việt Nam trong thời Bắc thuộc lần 2, nhà Tùy duy trì cơ cấu quan liêu cai trị gồm Thứ sử đứng đầu Giao châu, tại các quận có Thái thú và Đô úy, dưới các huyện có các Huyện lệnh.

## Thời thuộc Đường

### Tên gọi
Năm 679, Đường Cao Tông đổi gọi Giao Châu là An Nam đô hộ phủ. Năm 757, Đường Túc Tông đổi gọi là Trấn Nam đô hộ phủ. Năm 766, Đường Đại Tông đổi lại tên cũ là An Nam đô hộ phủ.
Năm 866, Đường Ý Tông thăng An Nam đô hộ phủ làm Tĩnh Hải quân. Điều này tương tự như việc Hán Hiến Đế làm năm 203 theo đề nghị của thứ sử Trương Tân và thái thú quận Giao Chỉ là Sĩ Nhiếp, cho bộ Giao Chỉ được lập thành Giao Châu, coi ngang hàng như các châu ở Trung Quốc. Lúc này An Nam đô hộ phủ trở thành Tĩnh Hải quân cũng giống như các "quân" (đơn vị hành chính) ở Trung Quốc với người đứng đầu có chức danh là Tiết độ sứ.

### Các mốc biến động châu - quận
Về đại thể, các sách thường nói tới 12 châu thời thuộc Đường là: Giao, Lục, Phong, Trường, Ái, Diễn, Hoan, Phúc Lộc, Thang, Chi, Vũ An, Vũ Nga. Nhưng trong quá trình cai trị, nhà Đường có từng có nhiều thay đổi về địa giới cũng như tên gọi các đơn vị hành chính. Các mốc lớn là:
1. Năm 621-622: Đường Cao Tổ phỏng theo các quận thời Tùy, nhưng dưới các quận không phải là huyện mà đặt nhiều châu nhỏ. Trong châu nhỏ lại có các huyện nhỏ hơn. Thời kỳ này khá ngắn, chỉ kéo dài khoảng 5-6 năm.
2. Năm 627, Đường Thái Tông lên ngôi chỉnh lại, gọi các quận thời Đường Cao Tổ (cũng là các quận thời Tùy) bằng tên châu lớn, trong châu lớn có các huyện. Về cơ bản là thay đổi gọi đơn vị hành chính lớn nhất dưới "Đô hộ phủ" từ "quận" thành "châu".
3. Năm 742, Đường Huyền Tông lại đổi các châu gọi là quận, nhưng với nhiều tên mới hoàn toàn, một số dùng lại tên quận thời Tùy. Các huyện trong các quận đại thể vẫn như cũ.
4. Năm 757 - 758, Đường Túc Tông đang dẹp loạn An Sử vẫn chỉnh lý hành chính, đổi lại các "quận" thời Huyền Tông thành các "châu" như thời Thái Tông, các huyện trong các châu cơ bản không xáo trộn.

Ngoài ra, nhà Đường còn một số lần điều chỉnh không toàn diện khác vào các năm 624, 679, 712, 764.

### Giao châu – An Nam đô hộ phủ
Vốn là quận Giao Chỉ thời thuộc Tùy, năm 622 gọi là Giao châu, trị sở đặt tại huyện Giao Chỉ. Năm 825 trị sở đổi làm Tống Bình. Giao châu gồm có 8 huyện:
1. Tống Bình: như thời thuộc Tùy, vị trí được xác định là phía nam sông Hồng và sông Đuống, gồm trung tâm Hà Nội và các huyện Hoài Đức, Thường Tín (Hà Nội), Thuận Thành (Bắc Ninh), Khoái Châu (Hưng Yên).
Năm 621 nhà Đường đổi Tống Bình làm Tống châu, tách từ huyện Tống Bình đặt thêm 2 huyện Hoằng Giáo và Nam Định. Năm 623 đổi gọi Tống châu là châu Nam Tống. Năm 627 bỏ châu Nam Tống lấy 3 huyện Hoằng Giáo, Hoài Đức và Giao Chỉ cho vào huyện Tống Bình được khôi phục lại, còn huyện Giao Chỉ đổi thành châu Nam Từ.
Tại huyện Tống Bình có 3 tòa thành có vai trò quân sự quan trọng: 1. là thành đô hộ phủ, 2. là thành cũ trên sông Tô Lịch và 3. là Tử Thành[9].
2. Nam Định: Vốn thuộc vào Tống châu, năm 621 tách ra đặt huyện riêng. Năm 770 thì bỏ huyện này, tới năm 789 lại đặt lại huyện Nam Định. Được xác định vị trí là phần đất tỉnh Bắc Ninh ở phía nam sông Đuống.
3. Thái Bình: Vốn là huyện Long Bình. Năm 621 Đường Cao Tổ đặt tên là Long châu, đặt 2 huyện Nghĩa Liêm và Phong Khê gồm vào, châu trị tại Nghĩa Liêm. Năm 623 đổi gọi là châu Nam Long. Năm 627 Đường Thái Tông bỏ châu và bỏ huyện Nghĩa Liêm, lấy huyện Phong Khê vào Phong châu, mang huyện Long Bình vào huyện Tống Bình. Từ năm 712 đổi tên là huyện Thái Bình. Được xác định vị trí là phần đất huyện Quốc Oai, Phúc Thọ (Hà Nội) hiện nay.
4. Giao Chỉ: Năm 622 Đường Cao Tổ tách đất Tống châu đặt huyện Giao Chỉ và Hoài Đức. Năm 627 Đường Thái Tông lấy 3 huyện Hoằng Giáo, Hoài Đức và Giao Chỉ cho vào huyện Tống Bình, còn huyện Giao Chỉ đổi thành châu Nam Từ. Được xác định vị trí là phần đất huyện Đan Phượng (Hà Nội) hiện nay.
5. Chu Diên: Năm 621 đặt Diên châu có huyện Vũ Lăng và An Định. Năm 627 bỏ châu và bỏ An Định để gồm làm huyện Chu Diên. Được xác định vị trí là vùng Hải Dương và huyện Tiên Lữ (Hưng Yên), khoảng giữa sông Thái Bình và sông Hồng
6. Long Biên: Năm 621 đặt Long châu tại đây gồm 2 huyện Vũ Ninh và Bình Lạc. Năm 627 bỏ châu và 2 huyện này, đặt huyện Long Biên lệ vào Tiên châu; sau đó lại bỏ Tiên châu cho các đất cũ thuộc về huyện Long Biên. Được xác định vị trí là các huyện Tiên Du, Từ Sơn và Quế Võ tỉnh Bắc Ninh.
7. Bình Đạo: Năm 621 đặt Đạo châu có 3 huyện Bình Đạo, Xương Quốc và Vũ Bình. Năm 623 đổi là châu Nam Đạo, sau lại đổi là Tiên châu. Năm 636 bỏ Tiên châu lấy huyện Quốc Xương nhập vào huyện Bình Đạo. Được xác định vị trí là huyện Đông Anh (Hà Nội) hiện nay.
8. Vũ Bình: Tức huyện Long Bình thời thuộc Tùy. Năm 621 đổi là Vũ Bình, nằm trong Đạo châu. Được xác định vị trí là các huyện phía tây sông Đáy thuộc tỉnh Hà Tây cũ.

### Lục châu - quận Ngọc Sơn
Vốn là Hoàng châu và quận Ninh Hải thời thuộc Lương. Năm 622 đặt Ngọc châu. Năm 628 bỏ châu, mang các huyện gộp vào Khâm châu. Năm 675 Đường Cao Tông đổi lại là Lục châu, năm 742 Đường Huyền Tông đổi làm quận Ngọc Sơn, năm 758 Đường Túc Tông đổi lại là Lục châu như cũ. Được xác định vị trí gồm một phần phía nam Khâm châu (thuộc Quảng Tây, Trung Quốc) và dải đất dọc biển của tỉnh Quảng Ninh hiện nay. Miền núi tỉnh Quảng Ninh lúc đó được xác định vẫn là các châu ki mi (ràng buộc lỏng lẻo).
Lục châu gồm 3 huyện:
1. Ô Lôi: là các hải đảo ở ngoài khơi bán đảo Lôi Châu, tỉnh Quảng Đông, Trung Quốc hiện nay
2. Hoa Thanh: chưa khảo cứu được vị trí
3. Ninh Hải: Vốn là huyện Hải An nhà Tùy, được xác định là miền Liêm châu (thuộc Quảng Tây, Trung Quốc).

### Thang châu - quận Thang Tuyền
Được xác định vị trí ở gần Ung châu, tức thành phố Nam Ninh, Quảng Tây, Trung Quốc ngày nay. Thang châu gồm 3 huyện (đều nằm trong địa giới Trung Quốc hiện nay, không xét đối chiếu chi tiết):
1. Thang Tuyền
2. Lục Thủy
3. La Thiều

### Chi châu - quận Hàn Thành
Do nhà Đường đặt, được xác định là huyện Hàn Thành, phủ Khánh Viễn, tỉnh Quảng Tây, Trung Quốc. Chi châu gồm 7 huyện (đều nằm trong địa giới Trung Quốc hiện nay, không xét đối chiếu chi tiết):
1. Hàn Thành
2. Phú Xuyên
3. Bình Tây
4. Lạc Quang
5. Lạc Diệm
6. Đa Vân
7. Tư Long

### Vũ Nga châu – quận Vũ Nga
Do nhà Đường đặt, được xác định vị trí tại phủ Khánh Viễn, tỉnh Quảng Tây, Trung Quốc. Vũ Nga châu gồm 7 huyện (đều nằm trong địa giới Trung Quốc hiện nay, không xét đối chiếu chi tiết):
1. Vũ Nga (huyện trị sở)
2. Như Mã
3. Vũ Nghĩa
4. Vũ Di
5. Vũ Duyên
6. Vũ Lao
7. Lương Sơn

### Vũ An châu - quận Vũ Khúc
Được xác định vị trí tại phủ Thái Bình, Quảng Tây, Trung Quốc. Vũ An châu gồm 2 huyện (đều nằm trong địa giới Trung Quốc hiện nay, không xét đối chiếu chi tiết):
1. Vũ An
2. Lâm Giang

### Phong châu - quận Thừa Hóa
Vốn là quận Tân Hưng thời thuộc Ngô và Tân Xương thời thuộc Tấn. Tùy Dạng Đế bỏ và nhập vào quận Giao Chỉ. Năm 621 Đường Cao Tổ đặt lại Phong châu gồm 6 huyện Gia Ninh, Tân Xương, An Nhân, Trúc Lạc, Thạch Đê, Phong Khê. Năm 627 Đường Thái Tông bỏ 2 huyện Thạch Đê và Phong Khê nhập vào Gia Ninh, bỏ Trúc Lạc nhập vào Tân Xương. Năm 742 Đường Huyền Tông đổi thành quận Thừa Hóa. Năm 758 Đường Túc Tông lại đổi làm Phong châu.
Phong châu được xác định vị trí ở ngã ba Bạch Hạc, phần dưới thung lũng sông Chảy, sông Thao và sông Đà. Phong châu gồm 5 huyện:
1. Gia Ninh: được xác định là miền Việt Trì
2. Thừa Hóa: được xác định thuộc tỉnh Phú Thọ hiện nay
3. Tân Xương: được xác định tương đương huyện Lập Thạch, Vĩnh Phúc hiện nay
4. Tùng Sơn: đặt sau niên hiệu Nguyên Hòa (820), chưa xác định được vị trí
5. Châu Lục: đặt sau niên hiệu Nguyên Hòa (820), chưa xác định được vị trí

### châu Lâm Tây (Lâm Tây nguyên)
Châu Lâm Tây (林西州) tức Lâm Tây nguyên (林西原). Châu này có 2 huyện làː Lâm Tây và Cam Quất (甘橘), cùng với các động Đào Hoa (桃花) và Man Động Thất Quán. Lâm Tây nguyên ngày nay là địa bàn tỉnh Lào Cai của Việt Nam (林西原在今越南老街省一帶). Vùng đất huyện Hà Khẩu (châu Hồng Hà), huyện Mã Quan (châu Văn Sơn) tỉnh Vân Nam Trung Quốc ngày nay là là động Thất Quán (七綰洞), thuộc Lâm Tây Nguyên của An Nam đô hộ phủ. Động Đào Hoa ngay nay có thể là trấn Liên Hoa Than của huyện Hà Khẩu và một phần huyện Kim Bình châu Hồng Hà tỉnh Vân Nam (các hướng trấn Đại Trại, Mãnh Kiều và Mã Yên Để) dọc hai bên bờ thượng nguồn sông Đào (桃江, tức sông Thao (洮江)).

### Trường châu - quận Văn Dương
Không rõ nhà Đường đặt năm nào. Năm 742, Đường Huyền Tông đổi làm quận Văn Dương, năm 758 Đường Túc Tông đổi làm Trường châu như cũ.
Trường châu được xác định vị trí tương đương huyện Vô Công thuộc quận Cửu Chân thời thuộc Hán, tức là miền Nho Quan, Yên Khánh tỉnh Ninh Bình. Chưa rõ các huyện của Trường châu.

### Ái châu - quận Cửu Chân
Là quận Cửu Chân thời thuộc Tùy. Năm 622 đặt thành Ái châu gồm có 4 huyện: Cửu Chân, Tùng Nguyên, Dương Sơn, An Thuận; đồng thời đặt ở biên giới Cửu Chân 7 châu nhỏ khác là Tích châu, Thuận châu, Vĩnh châu, Tư châu, Tiền châu, Chân châu, Sơn châu. Sau đó Vĩnh châu được đổi làm Đô châu.
Năm 627 Đường Thái Tông bỏ Đô châu nhập vào Tiền châu; bỏ Tư châu và Chân châu nhập vào Nam Lăng, lại bỏ An châu lập huyện Long An, bỏ Sơn châu lập huyện Kiến Sơ. Năm 742 Đường Huyền Tông đổi Ái châu thành quận Cửu Chân như thời Tùy. Năm 758 Đường Túc Tông đổi trở lại là Ái châu.
Các huyện thuộc Ái châu là:
1. Cửu Chân: vị trí như huyện Cửu Chân thời thuộc Tùy (Đông Sơn, Nông Cống – Thanh Hóa). Năm 622 tách đặt 3 huyện Tùng Nguyên, Dương Sơn, An Thuận. Năm 627 bỏ Dương Sơn và An Thuận. Năm 635 bỏ huyện Tùng Nguyên.
2. An Thuận: là huyện cũ của nhà Tùy (Tĩnh Gia – Thanh Hóa). Năm 622 Đường Cao Tổ đặt huyện Thuận Chân, rồi chia làm 3 huyện Đông Hà, Kiến Xương, Biên Hà. Năm 627 Đường Thái Tông bỏ 3 huyện này nhập vào An Thuận như cũ.
3. Sùng Bình: vốn là huyện Long An thời thuộc Tùy (Hoằng Hóa và Quảng Xương - Thanh Hóa). Năm 622 Đường Cao Tổ đặt An châu và 3 huyện Giáo Sơn, Kiến Đạo, Đô Ác; lại đặt Sơn châu cùng 5 huyện Cương, Sơn, Chân Nhuận, Cổ An, Kiến Sơ. Năm 627 bỏ An châu và các huyện Giáo Sơn, Kiến Đạo, Đô Ác, nhập vào huyện Long An thuộc Ái châu; lại bỏ Sơn châu cùng 4 huyện Cương, Sơn, Chân Nhuận, Cổ An nhập vào huyện Kiến Sơ cho thuộc về Ái châu. Năm 712 đổi huyện Long An làm Sùng An. Năm 757 đổi Sùng An làm Sùng Bình.
4. Quân Ninh: là huyện Quân An thời thuộc Tùy (Yên Định – Thanh Hóa). Năm 622 Đường Cao Tổ đặt Vĩnh châu. Năm 624 đổi tên là Đô châu. Năm 627 bỏ Đô châu nhập vào Nam Lăng châu. Năm 757 đổi làm huyện Quân Ninh.
5. Nhật Nam: huyện thời thuộc Tùy (Thạch Thành, Hà Trung – Thanh Hóa).
6. Trường Lâm: tức huyện Vô Biên thời thuộc Hán (Vĩnh Lộc – Thanh Hóa).

### Diễn châu - quận Long Trì
Vốn tên là quận Trung Nghĩa hoặc Diễn Thủy. Thời Đường Thái Tông bỏ. Năm 764, tách Hoan châu ra đặt Diễn châu. Diễn châu được xác định là một phần huyện Hàm Hoan thời thuộc Hán, Ngô, Tấn, với vị trí xác định là miền bắc Nghệ An gồm các huyện Diễn Châu, Yên Thành, Quỳnh Lưu, Nghĩa Đàn, Quỳ Châu.

### Hoan châu - quận Nhật Nam
Tức quận Nhật Nam thời thuộc Tùy. Năm 622 Đường Cao Tổ lập ra Nam Đức châu tổng quản phủ, lĩnh 8 châu: Đức, Minh, Trí, Hoan, Lâm, Nguyên, Cảnh, Hải. Năm 624 lại đổi là Đức châu.
Năm 627 đổi Nam Đức châu tổng quản phủ thành Hoan châu, còn Hoan châu cũ (1 trong 8 châu cũ thuộc Nam Đức châu tổng quản phủ) thành Diễn châu (ở trên). Năm 628 Đường Thái Tông đặt Hoan châu đô đốc phủ, lĩnh 8 châu Hoan, Diễn, Minh, Trí, Lâm, Nguyên, Cảnh, Hải. Năm 638 bỏ 3 châu Minh, Nguyên, Hải. Năm 742 Đường Minh Hoàng đổi thành quận Nhật Nam như thời Tùy. Năm 758 Đường Túc Tông đổi lại thành Hoan châu như thời Đường Thái Tông.
Hoan châu (sau này gọi là xứ Nghệ) tương đương tỉnh Nghệ An và Hà Tĩnh, gồm các huyện:
1. Cửu Đức: vốn là quận thời thuộc Ngô, Tấn, Lưu Tống. Nhà Tùy bỏ quận đặt làm huyện, nhà Đường cho đứng đầu Hoan châu. Trị sở Hoan châu được xác định ở núi Lam Thành, tức núi Rú Thành thuộc huyện Hưng Nguyên, Nghệ An.
2. Phố Dương: huyện từ thời thuộc Tấn, Lưu Tống và Tùy. Được xác định vị trí tương đương huyện Nghi Lộc, tỉnh Nghệ An, Nghi Xuân tỉnh Hà Tĩnh.
3. Việt Thường: là huyện thời thuộc Tùy (Đức Thọ - Hà Tĩnh). Năm 622 Đường Cao Tổ đặt Minh châu tại đây, chia làm 3 huyện nhỏ là Vạn An, Minh Hoằng và Minh Định. Lấy 2 huyện Văn Cốc và Kim Ninh của quận Nhật Nam để đặt Tri châu 4 huyện Văn Cốc, Kim Ninh, Tân Trấn, Chà Viên. Năm 627 Đường Thái Tông đổi làm châu Nam Trì, bỏ huyện Tân Trấn, Chà Viên. Năm 639 bỏ Minh châu và các huyện Vạn An, Minh Hoằng, Minh Định lập thành huyện Việt Thường như thời Tùy, cho thuộc vào Hoan châu.
4. Hoài Hoan: vốn có tên là Hàm Hoan. Năm 622 Đường Cao Tổ đặt Hoan châu lĩnh 4 huyện An Nhân, Phù Diễn, Trương Ảnh, Tây Nguyên, trị sở ở An Nhân. Năm 627 Đường Thái Tông đổi làm Diễn châu, năm 639 bỏ Trương Ảnh. Năm 642 bỏ châu và huyện An Nhân, Phù Diễn, Tây Nguyên, lấy huyện Hàm Hoan thuộc về Hoan châu. Sau đó đổi tên Hàm Hoan thành Hoài Hoan. Được xác định vị trí ở lưu vực sông Lam tương đương các huyện Anh Sơn, Nam Đàn tỉnh Nghệ An.

### Phúc Lộc châu - quận Đường Lâm
Phúc Lộc châu được đặt năm 669 đời Đường Cao Tông, được xác định vị trí tại phía nam Hà Tĩnh và Quy Hợp, Ngọc Ma phía bắc Hoành Sơn.
Năm 742 đổi gọi là quận Phúc Lộc, tới năm 757 đổi là quận Đường Lâm, nhưng sang năm sau Đường Túc Tông lại bỏ quận, đổi gọi là Phúc Lộc châu. Phúc Lộc châu gồm có 3 huyện:
1. Nhu Viễn (trước năm 758 là An Viễn, cùng huyện Đường Lâm nằm trong châu Đường Lâm)
2. Đường Lâm: đầu thời Đường từng lấy 2 huyện An Viễn và Đường Lâm lập thành châu Đường Lâm, sau đó bỏ để nhập vào Phúc Lộc châu).
3. Phúc Lộc

### Các châu ki mi
Đối với các bộ lạc vùng núi xa xôi phía bắc Bắc Bộ Việt Nam hiện nay, nhà Đường không đặt châu quận cai quản trực tiếp mà đặt các phủ, châu ki mi (ràng buộc lỏng lẻo), cho các tù trưởng cai quản bộ lạc của mình. Tại An Nam đô hộ phủ có tới 41 châu ki mi (trong đó 18 châu lệ vào châu Phong), như vùng Quy Hóa, Cam Đường, Yên Bái, Lào Cai, thượng du sông Đà, châu Bình Nguyên ở Hà Giang, Tuyên Quang, Lạng Sơn hiện nay, thuộc các tộc hậu duệ người Tây Âu, người Lão, người Thoán.
Tổng số 41 châu ki mi thời thuộc Đường gồm có:
- Nam châu.
- Tích châu.
- Đông châu.

1. Tư Nông châu
2. Lâm Tây châu (林西州)
3. Long châu
4. Môn châu
5. An Đức châu
6. Quy Hóa châu
7. Vũ Văn châu
8. Đô Kim châu
9. Lộc châu
10. Kim Long châu
11. Kim Quách châu
12. Cam Đường châu
13. Lạng châu
14. Nam Bình châu
15. Kha Phú châu
16. Đề Thượng châu
17. Vi châu
18. Vũ Lục châu
19. Tây Bình châu
20. Thượng Tư châu
21. Long Vũ châu
22. Tân An châu
23. Vũ Định châu
24. Tư Lăng châu
25. Phàn Đức châu
26. Nam Đăng châu
27. Tây Nguyên châu
28. Tư Quách châu
29. Thử châu
30. Dư châu
31. Đức Hóa châu
32. Quận châu
33. Quy châu
34. Bình Nguyên châu
35. La Phục châu
36. Lang Mang châu
37. Vạn Kim châu
38. Kim Bưu châu
39. Tín châu
40. Thiêm Lăng châu

### Những châu nam Hoành Sơn
Ngoài 12 châu nói trên ở phía bắc Hoành Sơn, nhà Đường còn đặt thêm Lâm châu và Ảnh châu ở phía nam Hoành Sơn. Sau đó nước Lâm Ấp nhân nhà Đường gặp nhiều biến cố ở phía bắc đã mang quân dần dần chiếm hết đất Nhật Nam cũ ở phía nam Hoành Sơn.
Năm 628, Đường Thái Tông đặt Nam Ảnh châu, gửi nhờ trị sở tại địa giới phía nam Hoan châu, năm 634 đổi làm Ảnh châu (tức quận Tỷ Ảnh thời thuộc Tùy). Năm 635, sau khi khiến Lâm Ấp thần phục, Đường Thái Tông lại đặt Lâm châu (tức quận Hải Âm, Tượng Lâm thời thuộc Tùy), cũng gửi trị sở ở nam Hoan châu. Tuy nhiên, sau này nhà Đường vẫn không lấy lại được vùng Nhật Nam cũ và do đó hai châu Ảnh và Lâm vẫn chỉ là đặt khống và trị sở đặt nhờ phía bắc.
Như vậy so với thời thuộc Tùy, đất đai thời thuộc Đường bị thu hẹp mất phần nam Hoành Sơn, đó chính là quận Nhật Nam từ thời thuộc Hán tới thời Nam Bắc triều, tương đương với 3 quận Tỷ Ảnh, Hải Âm và Tượng Lâm thời thuộc Tùy. Tổng thể lãnh thổ Việt Nam thời Bắc thuộc lần 3 bao gồm phía bắc là miền bắc Việt Nam, thêm một phần phía tây nam Quảng Tây, phía nam tới Hoành Sơn (cuối địa phận Hà Tĩnh).

### Bộ máy cai trị
Từ trước năm 866, đứng đầu An Nam đô hộ phủ là các quan Đô hộ hoặc Kinh lược sứ. Từ năm 866 khi đổi tên Đô hộ phủ thành Tĩnh Hải quân, chức danh người đứng đầu là Tiết độ sứ.
Tại các châu, người đứng đầu gọi là Thứ sử. Dưới các huyện thì người đứng đầu là Huyện lệnh.